# سمير الملا
سمير الملا (يناير 1940 - 6 سبتمبر 2021) طبيب مخ وأعصاب وممثل مصري، اشتهر بأدائه لدور الطبيب في معظم أعماله التلفزيونية والسينمائية، وكان آخر عمل شارك فيه هو مسلسل صاحب السعادة في العام 2014.

## مؤهلاته العلمية
حاصل على بكالوريوس الطب والجراحة من جامعة عين شمس عام 1964، وعلى دبلوم الجراحة العامة عام 1967 وعلى زمالة الكلية الملكية بإدنبرة ثم لندن، عمل أستاذًا لجراحة المخ والأعصاب بجامعة عين شمس، كما تولى رئاسة نفس القسم في مشفى الجامعة التخصصي.

## من أعماله

### مسلسلات
- مبروك جالك ولد 1978
- دموع في عيون وقحة 1980
- عم حمزة 1981
- حساب السنين 1989
- رأفت الهجان،الجزء الثاني 1990
- مخلوق اسمه المرأة 1990
- سبعة وجوه للحقيقة 1992
- في المرآة 1992
- الخروج من الدائرة 1992
- أيام الغياب 1992
- يوميات فكري أباظة (حواديت فكري أباظة) 1993
- أهل الطريق 1993
- أمهات في بيت الحب 1993
- صباح الورد 1995
- الحساب 1998
- الفرار من الحب 2000
- حلم العمر 2000
- بنات أفكاري 2001
- إحنا نروح القسم 2001
- أين قلبي 2002
- الأصدقاء 2002
- البنات 2003
- محمود المصري 2004
- مباراة زوجية 2006
- سوق الخضار 2006
- قلب امرأة 2007
- عسكر وحرامية 2007
- عزيز على القلب 2008
- قلب ميت 2008
- حضرة الضابط أخي 2009
- اغتيال شمس 2010
- مشرفة رجل لهذا الزمان 2011
- صاحب السعادة 2014

### أفلام
- لا تبكي يا حبيب العمر 1979
- أيوب 1983
- عندما يأتي المساء 1985
- الإرهاب 1989
- إلى أين تأخذني هذه الطفلة 1989
- الرقص مع الشيطان 1993
- الحب بين قوسين 1993
- السيد كاف 1994
- قشر البندق 1995
- التوربيني 2007

## وفاته
توفي يوم الاثنين 6 سبتمبر 2021 ميلاديًّا، الموافق 29 محرم 1443 هجريًّا بعد معاناته مع المرض.

## وصلات خارجية
- سمير الملا في قاعدة بيانات الأفلام العربية